# Agenzia per il lavoro
Le agenzie per il lavoro (abbreviazione ApL), in Italia, sono operatori privati autorizzati dal Ministero del lavoro e delle politiche sociali a offrire i servizi di incontro tra domanda e offerta di lavoro. Sono iscritte all’albo informatico delle Agenzie per il Lavoro e i servizi da loro offerti ai lavoratori sono a carico delle singole aziende che ne fanno richiesta.
Le agenzie per il lavoro sono state introdotte e disciplinate principalmente dal d.lgs. 10 settembre 2003 n. 276, emanato in attuazione della legge Biagi, che ridisegnò completamente la procedura di autorizzazione da parte dello Stato per le agenzie per il lavoro, abrogando completamente le precedenti agenzie di lavoro interinale, di cui alla legge 24 giugno 1997, n. 196, relativa al cosiddetto pacchetto Treu.

## Evoluzione concettuale storica
La prima agenzia per il lavoro italiana avente per oggetto specifico l'intermediazione di manodopera ad interim fu fondata, con l'appoggio dei sindacati del litorale veneziano, nel 1990 nella città di Marghera da un cittadino statunitense Charles E. Hollomon che fu il promotore della flessibilità nel mercato del lavoro.
L'idea di Charles E. Hollomon, nata dall'esperienza americana, fu quella di introdurre un'agenzia ad hoc che si occupava esclusivamente di far incontrare domanda ed offerta nel mercato del lavoro, disponendo di album fotografici dei vari candidati. In brevissimo tempo l'agenzia contava a Marghera più di 200.000 curricula di persone in cerca di lavoro. Nel 1996 l'imprenditore dovette chiudere l'attività che svolgeva a Marghera e nelle altre filiali che aveva nel frattempo aperto (Mestre e Montebelluna) in quanto l'intermediazione privata di manodopera era vietata.
Nel 1997 viene fondata a Marghera, nello stesso bacino d'utenza dove la domanda di lavoro era già elevatissima tramite la Spider Service, una seconda agenzia per il lavoro, l'Umana S.p.A. (fondatore Luigi Brugnaro), che diventò leader indiscussa in Veneto (nel 2021 è la quinta agenzia per il lavoro per fatturato in Italia ).
Le principali Agenzie per il Lavoro per fatturato sono Adecco S.p.a., Randstad Italia S.p.a., Gi Group S.p.a., Manpower S.r.l. e Umana S.p.a. Esistono tuttavia anche APL "minori" che però operano professionalmente e dimostrano una costante crescita nel mercato: tra le più promettenti citiamo Etjca e YesWeWork.

## Caratteristiche
Essi possono essere costituiti da enti pubblici e/o privati, ed hanno bisogno dell'autorizzazione rilasciata dal Ministero del lavoro e delle politiche sociali. Le Regioni, cui sono conferite dalla riforma Bassanini buona parte delle funzioni in materia di collocamento dei lavoratori, possono accreditare le Agenzie per il lavoro , ma solo a livello regionale.
Le agenzie autorizzate o accreditate devono essere iscritte in un apposito albo unico delle agenzie per il lavoro, istituito presso il Ministero del lavoro, della salute e delle politiche sociali, attualmente articolato in 5 sezioni:
1. agenzie di somministrazione di lavoro di tipo generalista: svolgono attività di intermediazione, ricerca e selezione del personale e supporto alla ricollocazione professionale; sono abilitate allo svolgimento di tutte le attività di cui all'articolo 20 del decreto;
2. agenzie di somministrazione di lavoro di tipo specialista: possono somministrare lavoratori solo a tempo indeterminato; sono abilitate a svolgere esclusivamente una delle attività specifiche di cui all'articolo 20, comma 3, lettere da a) a h) del decreto;
3. agenzie di intermediazione: svolgono attività di mediazione tra domanda e offerta di lavoro;
4. agenzie di ricerca e selezione del personale: svolgono attività di consulenza per l'individuazione delle candidature su incarico del committente;
5. agenzie di supporto alla ricollocazione professionale: attività finalizzata alla ricollocazione nel mercato del lavoro di prestatori di lavoro.

## Attività
Per poter operare devono ottenere l'autorizzazione del ministero del lavoro e quelle autorizzate sono iscritte allo specifico albo, suddiviso in sezioni specifiche per tipologia servizio (somministrazione lavoro, selezione personale, intermediazione manodopera, ricollocazione professionale). Svolgono attività di somministrazione di lavoro (tra cui lo staff leasing in precedenza vietato), ricerca e selezione del personale, formazione professionale e attività di supporto alla ricollocazione lavorativa. Tutte le attività sopra indicate devono essere svolte nell'ambito di un sistema coordinato, attraverso il collegamento con la Borsa continua nazionale del lavoro, quale strumento telematico di collegamento e raccordo tra pubblico e privato al fine del collocamento dei lavoratori – completamente liberalizzato con la soppressione dei vecchi uffici di collocamento e delle relative liste di collocamento – al fine di garantire un mercato del lavoro aperto e concorrenziale.
Nel periodo pandemico il settore ha subito un calo nella media annua degli occupati in somministrazione, in linea con il trend del mercato del lavoro durante la pandemia. Tuttavia, già nei primi mesi del 2021 il lavoro in somministrazione è tornato a superare i livelli pre-Covid.
Nel 2023 sono state 1.000.000 le persone che hanno avuto almeno un contratto di lavoro in somministrazione, quindi con tutti i diritti e la retribuzione del lavoro dipendente. La metà ha meno di 34 anni. La media mensile dei lavoratori impiegati in somministrazione nel 2023 è stata pari a 499.000.

### Modalità operative
La funzione dell'Agenzia, della prima categoria, è quello di fornire o meglio somministrare del lavoro: in sostanza essa invia un proprio lavoratore presso un soggetto terzo (utilizzatore - ente o impresa) a svolgere un'attività lavorativa sotto la direzione e il controllo dell'utilizzatore.
L'azienda utilizzatrice stipula con l'Agenzia un contratto di fornitura in cui vengono chiariti tutti i dettagli del servizio che l'agenzia può offrire all'azienda e al lavoratore. Allo stesso tempo, l'agenzia fornisce al lavoratore il contratto di prestazione, secondo cui egli è dipendente dell'agenzia stessa, ma presta lavoro in una ditta esterna utilizzatrice. L'Agenzia per il Lavoro, inoltre, si occupa della selezione del personale con differenti profili, amministra i lavoratori (contratti di lavoro, busta paga, comunicazione al Centro per l'impiego, eventuale erogazione di ticket per pasto), eroga corsi di formazione di base e/o professionali, ha contatti commerciali con le aziende del territorio di interesse.

### Il procedimento della somministrazione
Tra i vari servizi regolamentati (somministrazione, ricerca e selezione, formazione, ricollocazione, ecc.) la somministrazione è quello oggetto di maggior inquadramento normativo e contrattuale/sindacale.
Il Contratto Collettivo Nazionale di Lavoro disciplina in maniera unitaria, per tutto il territorio nazionale, i rapporti di lavoro intercorrenti tra tutte le Agenzie di Somministrazione e i lavoratori in somministrazione assunti sia a tempo determinato che a tempo indeterminato, ai sensi del Decreto Legislativo 10 settembre 2003, n. 276 e sue successive modificazioni ed integrazioni.  L'articolo 10 del CCNL identifica ambiti e funzioni dei due Enti Bilaterali del settore, Formatemp e Ebitemp.
Prima della legge 24 dicembre 2007 n. 247, relativa all'approvazione del cosiddetto protocollo Welfare del luglio 2007, esisteva anche la somministrazione a tempo indeterminato, e pertanto una quinta sezione, relativa alle Agenzie di somministrazione di lavoro a tempo indeterminato, abilitate a svolgere esclusivamente una delle attività specifiche a tempo indeterminato, indicate dal legislatore. Con la scomparsa di tale contratto ha cessato anche la relativa sezione dell'Albo. Vi è da dire che i contratti a tempo indeterminato precedentemente posti in essere continuano sino all'eventuale recesso o pensionamento. La legge 23 dicembre 2009 n. 191 (legge finanziaria per l'anno 2010) ha reintrodotto l'assunzione a tempo indeterminato nell'ordinamento abrogando la norma precedente ed introducendo un nuovo caso di ammissibilità e delegando alla contrattazione aziendale la facoltà di individuarne di aggiuntive. In Italia la maggior parte delle agenzie per il lavoro è di tipo generalista, ossia si occupano di intermediazione, ricerca e selezione del personale e supporto alla ricollocazione dei lavoratori.

## Criticità
In alcuni settori come il lavoro agricolo, si sono sollevate critiche profonde all'operato di alcune agenzie di lavoro, con la segnalazione di abusi che, come riferiscono i media, hanno ricordato l'antico caporalato Alcuni casi di morti tra i lavoratori interinali in agricoltura hanno sollevato la necessità di un maggior controllo sulle Agenzie di lavoro.
Un altro settore critico è quello dei trasporti, clamore ha suscitato un volantino di una agenzia per il lavoro comunitaria in cui ha offerto l'applicazione del contratto di lavoro di diritto romeno ad aziende di Modena. Si specifica che l'agenzia era rumena e non italiana e utilizzava personale rumeno assunto nel paese d'origine secondo la loro legislazione. Il caso ha spinto il Ministero per il Lavoro e le Politiche Sociali e pubblicare una circolare informativa ricordando gli obblighi previsti per operare in italia da parte delle Agenzie per il Lavoro aventi sede in un Paese facente parte della Comunità Europea.